# Dynamic
Dynamic è un'etichetta discografica indipendente, fondata a Genova, nel 1978.
Produce CD e DVD di musica classica e di opera, che esporta in oltre 32 Paesi.
La sua produzione copre l'intero campo della musica classica, focalizzandosi prevalentemente sull'eredità della musica italiana ed europea del XVIII e XIX secolo, con particolare riguardo per i lavori violinistici. Il suo catalogo comprende oltre 400 titoli, con circa 25 nuove uscite all'anno.
L'etichetta predilige le composizioni in registrazione di prima assoluta mondiale o titoli d'opera che sono al di fuori del tradizionale repertorio. 

## La storia
Dynamic S.r.l è fondata nel 1978 da Pietro Mosetti Casaretto e sua moglie Marisa. Mosetti Casaretto, chirurgo e violinista non professionista, rileva una piccola casa discografica fondata dal musicologo Edward Neill. All'inizio la Dynamic è una piccola azienda a conduzione familiare. Mosetti Casaretto e sua moglie effettuano personalmente le registrazioni su nastro magnetico, spostandosi tra chiese, oratori e ville locali. La prima incisione pubblicata su vinile sono le Variazioni Barucaba di Paganini suonate da Salvatore Accardo, in prima registrazione mondiale.
Nel 1985 l'azienda si trasferisce nell'attuale sede di Villa Quartara sulle colline del Righi, alle spalle della città, dove viene allestita una sala di registrazione in grado di ospitare una piccola orchestra da camera. Alla fine degli anni '90 Mosetti Casaretto lascia l'azienda e la gestione dell'etichetta passa ad Alberto Dellepiane. Nel corso degli anni l'attenzione nei confronti della musica da camera e segnatamente della musica per violino si è estesa fino a comprendere tutta la musica classica e l'opera che ora compongono il grande catalogo su CD e DVD. Recentemente Dynamic è diventata produttore di contenuti in alta definizione per la televisione ed il cinema.

## Principali registrazioni su CD
Vincenzo Bellini
Complete Operas - Interpreti: Alaimo, Aliberti, Barcellona, Caballé, Callas, Ciofi, Devia, Frontali, Kunde, Matteuzzi, Morino, Nafè, Ok Shin, Ricciarelli, Scotto, Theodossiou - Direttori: Bernstein, Bonynge, Prêtre
Georges Bizet

Don Procopio
Heinrich Wilhelm Ernst

Studies for solo violin – Ruggiero Ricci, violino
Baldassare Galuppi

Complete Harpsichord Concertos
Kodaly Ravel

Works for violin and cello - Luigi Alberto Bianchi, Franco Maggio Ormezowski
Jules Massenet

Roma - Iano Tamar, Warren Mok, Svetlana Arginbaeva, Nicolas Rivenq, Francesco Ellero D'Artegna - Orchestra Internazionale d'Italia - Marco Guidarini, direttore d'orchestra
Felix Mendelssohn

Concerto for violin, piano and string orchestra in D min – Félix Ayo violin - Emma Jiménez, piano - Orquesta Sinfónica de Castilla y León
Wolfgang Amadeus Mozart

Ciani plays Mozart – Dino Ciani, pianoforte - Gianandrea Gavazzeni, direttore d'orchestra
Mozart-Busoni

Complete Transcriptions for Piano Solo
"Omaggi a Paganini" - Franz Liszt: Grand fantasia de bravoure sur 'La clochette' ('La campanella", Op.7)
Carlo Andrea Gambini - Ignaz Moscheles (Prime registrazioni mondiali) - Bruno Mezzena, pianoforte
Nicolò Paganini

Historical documents - Salvatore Accardo, Giulio Bignami, Sandro Fuga, Vasa Prihoda, violin - Arturo Toscanini e la NBC Orchestra
24 Capricci – Leōnidas Kavakos, violino
Paganini's violin: its history, sound and photographs – Salvatore Accardo, Laura Manzini
Centone di Sonate for violin and guitar (Prima edizione integrale) - Luigi Alberto Bianchi, Maurizio Preda
The 15 Quartets for strings and guitar (Prima edizione integrale) - Quartetto Paganini
Works for violin and bassoon – Salvatore Accardo, Claudio Gonella, Bruno Canino
The 6 Violin Concertos - Unpublished Adagio - Multimedia CD Massimo Quarta, direttore d'orchestra e violino - Orchestra del Teatro Carlo Felice di Genova
Complete Works for violin and orchestra - Massimo Quarta, Salvatore Accardo, Franco Mezzena, Luigi Alberto Bianchi, Yehudi Menuhin, Ruggiero Ricci, violino
Complete works for violin and guitar - Luigi Alberto Bianchi, violino - Maurizio Preda, chitarra
Paganini and various composers: Gran Viola (Luigi Alberto Bianchi plays the 1595 Amati viola) Luigi Alberto Bianchi, viola - RIAS Orchester Berlin - Jaques Delacôte, direttore d'orchestra - Bruno Canino, pianoforte
Gioachino Rossini

Demetrio e Polibio
Ivanhoé
Rossini on Rossini's Pleyel
Giuseppe Tartini

Complete Violin Concertos (Prima registrazione mondiale) – (33 CD) Federico Guglielmo, violino - Carlo Lazari, violino - L'Arte dell'Arco - Giovanni Guglielmo, violino e concertatore
Pëtr Il'ič Tchaikovsky

Cherevichki (The Slippers)

Oprichnik (opera completa)
Giuseppe Verdi

Gustavo III
Giovanni Battista Viotti

Complete Violin Concertos – (10 CD) Franco Mezzena, violino e direttore d'orchestra - Symphonia Perusina - Viotti Chamber Orchestra - Orchestra Milano Classica
Antonio Vivaldi

Catone in Utica - Simon Edwards, Jacek Laszczkowski, Liliana Faraon, Verónica Cangemi, Philippe Jaroussky, Diana Bertini, La Grande Ecurie et la Chambre du Roy - Jean-Claude Malgoire, direttore d'orchestra
Rosmira Fedele (opera completa) - Marianna Pizzolato, Claire Brua, Salomé Haller, John Elwes - Ensemble Baroque de Nice - Gilbert Bezzina, direttore d'orchestra
AA.VV.

The Legacy of Cremona - Ruggiero Ricci, violino - Noriko Shiozaki, pianoforte
The Violin of David Oistrach - David Oistrach, Riccardo Brengola, Franco Gulli, Mariana Sirbu, violino

Ruggiero Ricci: A life for the violin - Ruggiero Ricci, violino - Martha Argerich, pianoforte - New Symphony Orchestra - Malcolm Sargent, direttore d'orchestra

Dino Ciani: a tribute - Dino Ciani, pianoforte

## Il repertorio in DVD
Di seguito una selezione dei titoli più recenti

Vincenzo Bellini
Norma- Macerata Opera Festival, Sferisterio di Macerata, 2007
La Sonnambula- Teatro Lirico di Cagliari, 2008
Georges Bizet
Carmen - Macerata Opera Festival, Sferisterio di Macerata, 2008
Arrigo Boito
Mefistofele - Teatro Massimo, Palermo, 2008
Benjamin Britten
Death in Venice - Teatro La Fenice, Venezia, 2008
Francesco Cilea
Adriana Lecouvreur - Teatro Regio, Torino, 2009
Michael Daugherty
Jackie O. - Teatro Comunale, Bologna, 2008
Gaetano Donizetti
Pia de'  Tolomei - Teatro La Fenice, Venezia, 2005
Roberto Devereux - Teatro Donizetti, Bergamo, 2006
Lucia di Lammermoor- Teatro Donizetti, Bergamo, 2006
L'Elisir d'Amore - Bergamo Musica Festival, 2007
Lucrezia Borgia - Bergamo Musica Festival,  2007
Don Gregorio - Teatro Donizetti, Bergamo, 2007
George Frideric Handel
Aci, Galatea e Polifemo – Teatro Carignano, Torino, 2009
Ariodante - Festival di Spoleto, 2007
Édouard Lalo
Le roi d'Ys - Opéra Royal de Wallonie, Liegi, Belgio,  2008

Leonardo Leo
L'Alidoro - Teatro di Reggio Emilia, 2008
Vicente Martin y Soler
Il burbero di buon cuore - Teatro Real, Madrid, Spagna, 2007
Claudio Monteverdi
L'Orfeo- Teatro Real, Madrid, Spagna, 2008
Il ritorno d'Ulisse in patria - Teatro Real, Madrid, Spagna,  2009
Amilcare Ponchielli
La Gioconda – Arena di Verona, 2005
Giacomo Puccini
La bohème - Festival Puccini, Torre del Lago, 2007
Gioachino Rossini
Il barbiere di Siviglia - Teatro La Fenice, Venezia, 2008
Ermione - ROF Rossini Opera Festival, Pesaro, 2008
La Cambiale di matrimonio - ROF Rossini Opera Festival, Pesaro, 2006
L'equivoco stravagante - ROF Rossini Opera Festival, Pesaro, 2008
Maometto II - ROF Rossini Opera Festival, Pesaro, 2008
L'Italiana in Algeri - ROF Rossini Opera Festival, Pesaro, 2006
La Gazza Ladra - ROF Rossini Opera Festival, Pesaro, 2007
Torvaldo e Dorliska - ROF Rossini Opera Festival, Pesaro, 2006
Il turco in Italia - ROF Rossini Opera Festival, Pesaro, 2007
Bianca e Falliero - ROF Rossini Opera Festival, Pesaro, 2005
Richard Strauss
''Daphne - Teatro La Fenice, Venezia, 2005
Giuseppe Verdi
Falstaff - Opéra Royal de Wallonie, Liegi, Belgio, 2009
Macbeth - Macerata Opera Festival, Sferisterio di Macerata, 2007
La traviata - Opéra Royal de Wallonie, Liegi, Belgio, 2009
Ermanno Wolf-Ferrari
La Vedova Scaltra - Teatro La Fenice, Venezia, 2007

## Gli artisti
Alcuni degli artisti che hanno inciso con Dynamic:
Salvatore Accardo, Franco Mezzena, Massimo Quarta, Felix Ayo, Stefan Milenkovich, Ruggiero Ricci, Luigi Alberto Bianchi, Bruno Canino, Bruno Pignata, Bruno Mezzena, Carlo Colombara, Rocco Filippini, Ovidiu Badila, Mirella Freni, Ferruccio Furlanetto, Plácido Domingo, William Christie, Renato Bruson, William Matteuzzi, Iano Tamar, Patrizia Ciofi, Annick Massis, Véronique Gens, Daniela Dessì, Dimitra Theodossiou, Joseph Calleja, Georges Prêtre, Renato Palumbo, José Cura, Philippe Jaroussky, Leo Nucci, Marcello Viotti, Juan Pons, Andrea Bacchetti, les Arts Florissants, Roberto Scandiuzzi, Ruggero Raimondi, Kobie Van Rensburg, Claudio Scimone, Cappella della Pietà De' Turchini, Francesco Meli, Bruno De Simone, Marianna Pizzolato, Dietrich Henschel, Sara Mingardo, Cinzia Forte, Gregory Kunde, Roberto Frontali, June Anderson, Emilio Sagi, Francisco Negrin, Antonio Abete, Pier Luigi Pizzi, Gheorghe Iancu, Bepi Morassi, Jean Claude Malgoire.

## Collaborazioni con enti lirici e festival
Dynamic collabora con numerosi enti lirici e festival internazionali: la Fondazione La Fenice di Venezia, la Fondazione Arena di Verona, il Teatro San Carlo di Napoli, il Teatro Regio di Parma, il Rossini Opera Festival di Pesaro, il Festival Puccini di Torre del Lago, lo Sferisterio Opera Festival di Macerata, il Teatro Massimo di Palermo, il Teatro Bellini di Catania, il Teatro Donizetti Bergamo, il Teatro Lirico di Cagliari, il Festival della Valle d'Itria di Martina Franca, il Teatro Caio Melisso di Spoleto, il Teatro Municipale Romolo Valli, Reggio Emilia,  e, fuori dall'Italia il Teatro Real di Madrid, l'Opéra Royal de Wallonie di Liegi, il Théâtre Municipal di Tourcoing, Opéra de Lausanne, Il Liceu di Barcellona.